# Carl August Bånge
Carl August Bånge, född 11 januari 1822 i Borås, död 16 september 1893 i Nykils församling, Östergötlands län, var en svensk präst.

## Biografi
Carl August Bånge föddes 1822 i Borås. Han var son till handlanden Isak Bånge och Anna Kristina Bromberg. Bånge blev 1844 student vid Lunds universitet och 1848 vid Uppsala universitet. Han avlade 1851 teoretisk teologisk examen, 1852 praktisk teologisk examen och prästvigdes 19 december 1852. Bånge blev 23 juni 1856 komminister i Styrestads församling, tillträdde direkt och blev 14 oktober 1859 predikant vid Vadstena centralhospital, tillträdde 1861. Han avlade 1865 pastoralexamen och blev 2 november 1866 kyrkoherde i Loftahammars församling, tillträdde direkt. Bånge var från 8 maj 1878 till 1881 kontraktsprost i Norra Tjusts kontrakt och blev 13 september 1878 kyrkoherde i Nykils församling, tillträdde 1881. Han avled 1893 i Nykils församling.

### Familj
Bånge gifte sig första gången 11 augusti 1857 med Petronella Olivia Katarina Sjödin (1829–1869), dotter till kyrkoherden Per Daniel Sjödin i Fornåsa församling. Han gifte sig andra gången 27 augusti 1881 med Celestine Emilie Cirginie Herminie Trolle (1843–1899), dotter till kaptenen Rolf Herman Trolle och Celestine Katarine Tisell.